# Maesan
Maesan is een bestuurslaag in het regentschap Kediri van de provincie Oost-Java, Indonesië. Maesan telt 4272 inwoners (volkstelling 2010).